# Brani musicali dei Rise Against

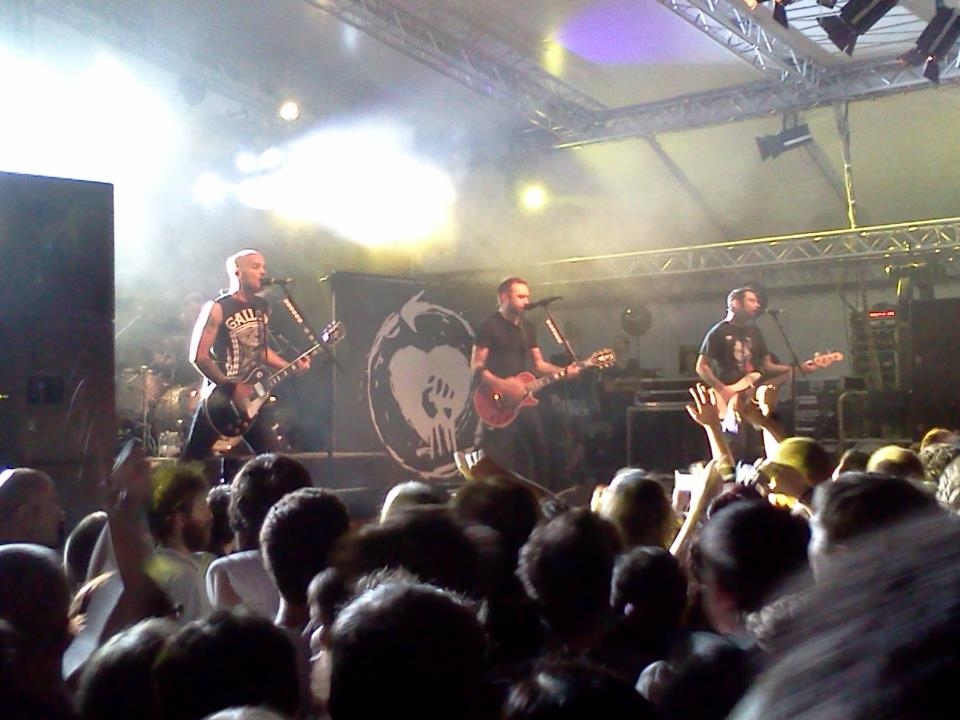
Rise Against performing in 2012

Il gruppo rock statunitense Rise Against ha registrato 130 canzoni, delle quali 117 canzoni originali e 13 cover. La band si formò nel 1999 e stipulò un contratto con l'etichetta discografica indipendente Fat Wreck Chords l'anno successivo. Con questa etichetta pubblicarono The Unraveling (2001) e Revolutions per Minute (2003) che li aiutò a stabilire un primo seguito di fan. Successivamente, la band firmò con la Geffen Records, realizzando come primo album di etichetta Siren Song of the Counter Culture (2004), al quale seguì The Sufferer & the Witness (2006). Entrambi gli album entrarono nella Bilboard 200, raggiungendo la decima posizione in classifica.
La popolarità dei Rise Against continuò a crescere quando ancora una volta cambiarono etichetta da DGC a Interscope Records. I loro successivi tre album —Appeal to Reason (2008), Endgame (2011), e The Black Market (2014)— raggiunsero le prime posizioni nelle classifiche mondiali. Il loro ottavo album, Wolves, è stato pubblicato nel 2017.
Tim McIlrath è il principale scrittore delle liriche della band, mentre gli altri membri della band lo supportano nella scrittura delle canzoni. Cinque degli otto album della band sono stati registrati presso The Blasting Room a Fort Collins in Colorado con il produttore Bill Stevenson e Jason Livermore. Delle 130 canzoni della band, quindici sono state pubblicate come singoli, mentre tre come singoli promozionali. La loro migliore posizione in classifica è stata ottenuta da "Help is on the Way" che raggiunse la posizione 89 della Billboard Hot 100 e "Savior" che mantennero l'album nelle classifiche Hot Rock Songs e Alternative Songs contemporaneamente, rispettivamente per 63 e 65 settimane.
| +  | Indica la pubblicazione della canzone come singolo              |
| #  | Indica la pubblicazione della canzone come singolo promozionale |
| ++ | Indicata versione cover                                         |

| Canzone                                             | Compositore(i)             | Album                                            | Anno | Ref.          |
| --------------------------------------------------- | -------------------------- | ------------------------------------------------ | ---- | ------------- |
| "1000 Good Intentions"                              | Rise Against               | The Unraveling                                   | 2001 | [ 8 ]         |
| "3 Day Weekend"                                     | Rise Against               | The Unraveling                                   | 2001 | [ 8 ]         |
| "401 Kill"                                          | Rise Against               | The Unraveling                                   | 2001 | [ 8 ]         |
| "Alive and Well"                                    | Rise Against               | The Unraveling                                   | 2001 | [ 8 ]         |
| "Amber Changing"                                    | Rise Against               | Revolutions per Minute                           | 2003 | [ 9 ]         |
| "Any Way You Want It" ++                            | Steve Perry Neal Schon     | Revolutions per Minute                           | 2003 | [ 10 ]        |
| "Anywhere But Here"                                 | Rise Against               | Siren Song of the Counter Culture                | 2004 | [ 11 ]        |
| "The Approaching Curve"                             | Rise Against               | The Sufferer & the Witness                       | 2006 | [ 12 ]        |
| "Architects" #                                      | Rise Against               | Endgame                                          | 2011 | [ 13 ] [ 14 ] |
| "The Art of Losing"                                 | Rise Against               | The Unraveling                                   | 2001 | [ 8 ]         |
| "Audience of One" +                                 | Rise Against               | Appeal to Reason                                 | 2008 | [ 15 ] [ 16 ] |
| "Awake Too Long"                                    | Rise Against               | The Black Market                                 | 2014 | [ 17 ]        |
| "Ballad of Hollis Brown"++                          | Bob Dylan                  | Chimes of Freedom                                | 2012 | [ 18 ]        |
| "A Beautiful Indifference"                          | Rise Against               | The Black Market                                 | 2014 | [ 17 ]        |
| "Behind Closed Doors"                               | Rise Against               | The Sufferer & the Witness                       | 2006 | [ 12 ]        |
| "The Black Market"                                  | Rise Against               | The Black Market                                 | 2014 | [ 17 ]        |
| "Black Masks & Gasoline"                            | Rise Against               | Revolutions per Minute                           | 2003 | [ 9 ]         |
| "Blind" ++                                          | Trever Keith               | Face to Face / Rise Against                      | 2011 | [ 19 ]        |
| "Blood to Bleed"                                    | Rise Against               | Siren Song of the Counter Culture                | 2004 | [ 11 ]        |
| "Blood-Red, White & Blue"                           | Rise Against               | Revolutions per Minute                           | 2003 | [ 9 ]         |
| "Boy's No Good" ++                                  | Lifetime                   | The Sufferer & the Witness                       | 2007 | [ 20 ]        |
| "Bricks"                                            | Rise Against               | The Sufferer & the Witness                       | 2006 | [ 12 ]        |
| "Bridges"                                           | Rise Against               | The Black Market                                 | 2014 | [ 17 ]        |
| "Broadcast[Signal]Frequency"                        | Rise Against               | Wolves                                           | 2017 | [ 21 ]        |
| "Broken English"                                    | Rise Against               | Revolutions per Minute                           | 2003 | [ 9 ]         |
| "Broken Mirrors"                                    | Rise Against               | Endgame                                          | 2011 | [ 13 ]        |
| "Built to Last" ++                                  | Sick of It All             | The Sufferer & the Witness                       | 2006 | [ 22 ]        |
| "Bullshit"                                          | Rise Against               | Wolves                                           | 2017 | [ 23 ]        |
| "But Tonight We Dance"                              | Rise Against               | The Sufferer & the Witness                       | 2007 | [ 20 ]        |
| "Collapse (Post-Amerika)"                           | Rise Against               | Appeal to Reason                                 | 2008 | [ 15 ]        |
| "Dancing for Rain"                                  | Rise Against               | Siren Song of the Counter Culture                | 2004 | [ 11 ]        |
| "Dead Ringer"                                       | Rise Against               | Revolutions per Minute                           | 2003 | [ 9 ]         |
| "Death Blossoms"                                    | Rise Against               | Contenuto scaricabile per Guitar Hero World Tour | 2009 | [ 24 ]        |
| "Dirt and Roses"                                    | Rise Against               | Avengers Assemble                                | 2012 | [ 25 ]        |
| "The Dirt Whispered"                                | Rise Against               | Appeal to Reason                                 | 2008 | [ 15 ]        |
| "Disparity by Design"                               | Rise Against               | Endgame                                          | 2011 | [ 13 ]        |
| "Drones"                                            | Rise Against               | The Sufferer & the Witness                       | 2006 | [ 12 ]        |
| "The Eco-Terrorist in Me"                           | Rise Against               | The Black Market                                 | 2014 | [ 17 ]        |
| "Elective Amnesia"                                  | Rise Against               | Appeal to Reason                                 | 2008 | [ 26 ]        |
| "Endgame"                                           | Rise Against               | Endgame                                          | 2011 | [ 13 ]        |
| "Entertainment"                                     | Rise Against               | Appeal to Reason                                 | 2008 | [ 15 ]        |
| "Escape Artists"                                    | Rise Against               | The Black Market                                 | 2014 | [ 27 ]        |
| "Everchanging"                                      | Rise Against               | The Unraveling                                   | 2001 | [ 8 ]         |
| "Faint Resemblance"                                 | Rise Against               | The Unraveling                                   | 2001 | [ 8 ]         |
| "Far from Perfect"                                  | Rise Against               | Wolves                                           | 2017 | [ 23 ]        |
| "The First Drop"                                    | Rise Against               | Siren Song of the Counter Culture                | 2004 | [ 11 ]        |
| "Fix Me" ++                                         | Greg Ginn                  | Siren Song of the Counter Culture                | 2005 | [ 28 ]        |
| "From Heads Unworthy"                               | Rise Against               | Appeal to Reason                                 | 2008 | [ 15 ]        |
| "Generation Lost"                                   | Rise Against               | Uncontrollable Fatulence                         | 2002 | [ 29 ]        |
| "A Gentlemen's Coup"                                | Rise Against               | Endgame                                          | 2011 | [ 13 ]        |
| "Gethsemane"                                        | Rise Against               | OIL: Chicago Punk Refined                        | 2003 | [ 30 ]        |
| "The Ghost of Tom Joad" ++                          | Bruce Springsteen          | Long Forgotten Songs: B-Sides & Covers 2000–2013 | 2013 | [ 31 ]        |
| "Give It All" +                                     | Rise Against               | Siren Song of the Counter Culture                | 2004 | [ 11 ] [ 32 ] |
| "The Good Left Undone" +                            | Rise Against               | The Sufferer & the Witness                       | 2006 | [ 12 ] [ 33 ] |
| "Grammatizator"                                     | Rise Against               | Rise Against 7"                                  | 2009 | [ 34 ]        |
| "Great Awakening"                                   | Rise Against               | The Unraveling                                   | 2001 | [ 8 ]         |
| "The Great Die-Off"                                 | Rise Against               | The Black Market                                 | 2014 | [ 17 ]        |
| "Hairline Fracture"                                 | Rise Against               | Appeal to Reason                                 | 2008 | [ 15 ]        |
| "Halfway There"                                     | Rise Against               | Revolutions per Minute                           | 2003 | [ 9 ]         |
| "Heaven Knows"                                      | Rise Against               | Revolutions per Minute                           | 2003 | [ 9 ]         |
| "Help Is on the Way" +                              | Rise Against               | Endgame                                          | 2011 | [ 13 ] [ 35 ] |
| "Hero of War"                                       | Rise Against               | Appeal to Reason                                 | 2008 | [ 15 ]        |
| "Historia Calamitatum"                              | Rise Against               | Appeal to Reason                                 | 2008 | [ 36 ]        |
| "House on Fire"                                     | Rise Against               | Wolves                                           | 2017 | [ 23 ]        |
| "How Many Walls"                                    | Rise Against               | Wolves                                           | 2017 | [ 23 ]        |
| "I Don't Want to Be Here Anymore" +                 | Rise Against               | The Black Market                                 | 2014 | [ 17 ] [ 37 ] |
| "Injection"                                         | Rise Against               | The Sufferer & the Witness                       | 2006 | [ 12 ]        |
| "Intro/Chamber the Cartridge"                       | Rise Against               | The Sufferer & the Witness                       | 2006 | [ 12 ]        |
| "Join the Ranks"                                    | Rise Against               | Fat Music Volume 5: Live Fat, Die Young          | 2001 | [ 38 ]        |
| "Kick Out the Jams" ++                              | MC5                        | Long Forgotten Songs: B-Sides & Covers 2000–2013 | 2013 | [ 39 ]        |
| "Kotov Syndrome"                                    | Rise Against               | Appeal to Reason                                 | 2008 | [ 15 ]        |
| "Lanterns"                                          | Rise Against               | Endgame                                          | 2011 | [ 40 ]        |
| "Last Chance Blueprint"                             | Rise Against               | Revolutions per Minute                           | 2003 | [ 9 ]         |
| "Life Less Frightening" +                           | Rise Against               | Siren Song of the Counter Culture                | 2004 | [ 11 ] [ 41 ] |
| "Like the Angel" #                                  | Rise Against               | Revolutions per Minute                           | 2003 | [ 9 ] [ 42 ]  |
| "Little Boxes" ++                                   | Malvina Reynolds           | Little Boxes Dimebag #1                          | 2008 | [ 43 ]        |
| "Long Forgotten Sons"                               | Rise Against               | Appeal to Reason                                 | 2008 | [ 15 ]        |
| "Make It Stop (September's Children)" +             | Rise Against               | Endgame                                          | 2011 | [ 13 ] [ 44 ] |
| "Making Christmas" ++                               | Danny Elfman               | Nightmare Revisited                              | 2008 | [ 45 ]        |
| "Megaphone"                                         | Rise Against               | Wolves                                           | 2017 | [ 21 ]        |
| "Methadone"                                         | Rise Against               | The Black Market                                 | 2014 | [ 17 ]        |
| "Midnight Hands"                                    | Rise Against               | Endgame                                          | 2011 | [ 13 ]        |
| "Minor Threat" ++                                   | Minor Threat               | This Is Noise                                    | 2008 | [ 46 ]        |
| "Miracle"                                           | Rise Against               | Wolves                                           | 2017 | [ 23 ]        |
| "Mourning in Amerika"                               | Rise Against               | Wolves                                           | 2017 | [ 23 ]        |
| "My Life Inside Your Heart"                         | Rise Against               | The Unraveling                                   | 2001 | [ 8 ]         |
| "Nervous Breakdown" ++                              | Greg Ginn                  | Lords of Dogtown: Music from the Motion Picture  | 2005 | [ 47 ]        |
| "Obstructed View"                                   | Rise Against               | Your Scene Sucks: The Hardcore Comp              | 2002 | [ 48 ]        |
| "Paper Wings"                                       | Rise Against               | Siren Song of the Counter Culture                | 2004 | [ 11 ]        |
| "Parts Per Million"                                 | Rise Against               | Wolves                                           | 2017 | [ 23 ]        |
| "People Live Here"                                  | Rise Against               | The Black Market                                 | 2014 | [ 17 ]        |
| "Politics of Love"                                  | Rise Against               | Wolves                                           | 2017 | [ 23 ]        |
| "Prayer of the Refugee" +                           | Rise Against               | The Sufferer & the Witness                       | 2006 | [ 12 ] [ 49 ] |
| "Re-Education (Through Labor)" +                    | Rise Against               | Appeal to Reason                                 | 2008 | [ 15 ] [ 50 ] |
| "Ready to Fall" +                                   | Rise Against               | The Sufferer & the Witness                       | 2006 | [ 12 ] [ 51 ] |
| "Reception Fades"                                   | Rise Against               | The Unraveling                                   | 2001 | [ 8 ]         |
| "Remains of Summer Memories"                        | Rise Against               | The Unraveling                                   | 2001 | [ 8 ]         |
| "Roadside"                                          | Rise Against               | The Sufferer & the Witness                       | 2006 | [ 12 ]        |
| "Rumors of My Demise Have Been Greatly Exaggerated" | Rise Against               | Siren Song of the Counter Culture                | 2004 | [ 11 ]        |
| "Satellite" +                                       | Rise Against               | Endgame                                          | 2011 | [ 13 ] [ 52 ] |
| "Savior" +                                          | Rise Against               | Appeal to Reason                                 | 2008 | [ 15 ] [ 53 ] |
| "Sight Unseen"                                      | Rise Against               | Appeal to Reason                                 | 2009 | [ 54 ]        |
| "Six Days 'Til Sunday"                              | Rise Against               | The Unraveling                                   | 2001 | [ 8 ]         |
| "Sliver" ++                                         | Kurt Cobain                | Long Forgotten Songs: B-Sides & Covers 2000–2013 | 2013 | [ 31 ]        |
| "Sometimes Selling Out Is Giving Up"                | Rise Against               | The Unraveling                                   | 2001 | [ 8 ]         |
| "Stained Glass and Marble"                          | Rise Against               | The Unraveling                                   | 2001 | [ 8 ]         |
| "State of the Union"                                | Rise Against               | Siren Song of the Counter Culture                | 2004 | [ 11 ]        |
| "The Strength to Go On"                             | Rise Against               | Appeal to Reason                                 | 2008 | [ 15 ]        |
| "Sudden Life"                                       | Rise Against               | The Black Market                                 | 2014 | [ 17 ]        |
| "Survive"                                           | Rise Against               | The Sufferer & the Witness                       | 2006 | [ 12 ]        |
| "Survivor Guilt"                                    | Rise Against               | Endgame                                          | 2011 | [ 13 ]        |
| "Swing Life Away" +                                 | Neil Hennessy Tim McIlrath | Siren Song of the Counter Culture                | 2004 | [ 55 ] [ 56 ] |
| "This Is Letting Go"                                | Rise Against               | Endgame                                          | 2011 | [ 13 ]        |
| "Tip the Scales"                                    | Rise Against               | Siren Song of the Counter Culture                | 2004 | [ 11 ]        |
| "To the Core"                                       | Rise Against               | Revolutions per Minute                           | 2003 | [ 9 ]         |
| "To Them These Streets Belong"                      | Rise Against               | Siren Song of the Counter Culture                | 2004 | [ 11 ]        |
| "Torches"                                           | Rise Against               | Revolutions per Minute                           | 2003 | [ 9 ]         |
| "Tragedy + Time" +                                  | Rise Against               | The Black Market                                 | 2014 | [ 17 ] [ 57 ] |
| "Under the Knife"                                   | Rise Against               | The Sufferer & the Witness                       | 2006 | [ 12 ]        |
| "The Unraveling"                                    | Rise Against               | The Unraveling                                   | 2001 | [ 8 ]         |
| "The Violence" +                                    | Rise Against               | Wolves                                           | 2017 | [ 23 ]        |
| "Voice of Dissent"                                  | Rise Against               | Rise Against 7"                                  | 2009 | [ 34 ]        |
| "Voices Off Camera"                                 | Rise Against               | Revolutions per Minute                           | 2003 | [ 9 ]         |
| "Wait for Me" #                                     | Rise Against               | Endgame                                          | 2011 | [ 13 ] [ 58 ] |
| "Weight of Time"                                    | Rise Against               | The Unraveling                                   | 2001 | [ 8 ]         |
| "Welcome to the Breakdown"                          | Rise Against               | Wolves                                           | 2017 | [ 23 ]        |
| "Whereabouts Unknown"                               | Rise Against               | Appeal to Reason                                 | 2008 | [ 15 ]        |
| "Wolves"                                            | Rise Against               | Wolves                                           | 2017 | [ 23 ]        |
| "Worth Dying For"                                   | Rise Against               | The Sufferer & the Witness                       | 2006 | [ 12 ]        |
| "Zero Visibility"                                   | Rise Against               | The Black Market                                 | 2014 | [ 17 ]        |